# 페테리 눔멜린
티모 페테리 눔멜린(핀란드어: Timo Petteri Nummelin, 1974년 9월 2일~)은 핀란드의 아이스하키 선수, 지도자로 포지션은 수비수이다. 1960~1970년대에 활약한 축구 선수이자 아이스하키 선수인 티모 눔멜린의 아들이다.
핀란드 SM-리가의 TPS의 유소년 팀에서 유소년 선수 생활을 시작했다. 이후 1992년 핀란드 2부 리그인 1-디비시오나의 팀인 키에코67에서 프로 선수 생활을 시작했으나 바로 다음 시즌에 SM-리가의 TPS로 이적했다. 1994-95 시즌에 TPS 소속으로 리그 우승을 차지하는 등 성공적인 선수 생활을 보냈으며, 2000년 NHL 드래프트에서 콜럼버스 블루재키츠의 지명을 받은 후 2000-01 시즌에 내셔널 하키 리그(NHL)에 진출했다. 그는 콜럼버스 블루재키츠와 미네소타 와일드에서 활약하며 NHL 정규 경기 139경기에 출전하여 45점을 기록했다. NHL 외에는 스위스 내셔널리그 A의 HC 다보스와 HC 루가노에서 총 13시즌을 뛰었고, SM-리가로 복귀하기 전에 리그에서 2번 우승을 차지했다. 이후 SM-리가에 복귀하여 활약했으며, 중간에 노르웨이의 스토르하마르 이스호케위와 일본의 닛코 아이스벅스에서 뛰기도 했다.
핀란드 아이스하키 국가대표팀의 일원으로 253경기에 출전한 그는 2006년 동계 올림픽에서 은메달을 획득했고, 세계 아이스하키 선수권 대회에 15번 참가하여 금메달 1개, 은메달 4개, 동메달 2개를 획득했다.

## 수상

### 클럽
HC TPS
- SM-리가
  -  우승 (1994-95)
  -  준우승 (1993-94)

- 유러피언컵
  -  우승 (1993)

 베스타 프뢸룬다
- 엘리트세리엔
  -  준우승 (1995-96)

 HC 루가노
- 내셔널리그
  -  우승 (2002-03, 2005-06)

### 국가대표팀
핀란드
- 올림픽
  -  은메달 (2006)

- 세계 선수권 대회
  -  우승 (1995)
  -  준우승 (1998, 1999, 2001, 2007)
  -  3위 (2000, 2006)

- 이즈베스티야 트로피
  -  3위 (1994)
- 닛산컵
  -  우승 (1994)

### 개인
- 핀란드 아이스하키 명예의 전당(2020)

 HC TPS
- 페카 라우타칼리오 트로피 (1994)

 HC 루가노
- 내셔널리그 MVP (2002-03)
- 내셔널리그 올스타팀 (2003-04)
- 내셔널리그 득점왕 (2002-03)
- 내셔널리그 올해의 수비수 (2003-04)
- 슈펭글러컵 MVP (2002)
- 슈펭글러컵 올스타팀 (2002)

 핀란드
- 세계 선수권 대회 최우수 수비수 (2000)
- 세계 선수권 대회 올스타팀 (2000, 2001, 2006, 2007, 2010)